# Миронівська ТЕС
Миро́нівська ТЕС — теплова електростанція в смт Миронівський, Світлодарської міської громади Бахмутського району Донецької області, України.

## Історія
Миронівська ГРЕС потужністю 100 МВт була введена в експлуатацію 15 жовтня 1953 року.
Через 2 місяці введено в експлуатацію другий турбоагрегат потужністю 100 МВт і котел № 3.
У 1957 ріку було введено останній, п'ятий агрегат, потужністю 100 МВт.
У 1995 році було створено державну акціонерну енергопостачальну компанію «Донецькобленерго» (з 1998 року - ВАТ ДТЕК »Донецькобленерго»), у віданні якої залишилася ТЕЦ.
28 липня 2003 року Миронівську ТЕЦ було внесено до переліку особливо важливих об'єктів електроенергетики України, забезпечення охорони яких було покладено на відомчу воєнізовану охорону у взаємодії зі спеціалізованими підрозділами МВС України та інших центральних органів виконавчої влади.
3 труби Миронівської ТЕС мають висоту близько 120 метрів.

## Експлуатація
Тепер на станції в експлуатації знаходяться дві турбіни:
- № 2  типу К-100-90-5 потужністю 100 МВт
- № 3  типу ПТ-60-90-7 / 2 потужністю 60 МВт (знаходиться в консервації).

та 5 котлів:
- № 3, 4, 5 типу ТП-230-3, № 9 і № 10 типу ТП-230-2.

У 2004 році в експлуатацію були введені після реконструкції котел № 9 та турбогенератор № 5 електричною потужністю 115 МВт.